# ピエール・ド・ナヴァール

ピエールの紋章

ピエール・ド・ナヴァール（Pierre de Navarre, comte de Mortain, 1366年3月31日 - 1412年7月29日）は、フランス王家傍系エヴルー家の公子、ナバラ王子、モルタン伯。

## 生涯
ナバラ王シャルル2世（悪人王）とその妻でフランス王ジャン2世の娘であるジャンヌの間の第4子、次男として生まれた。兄にナバラ王シャルル3世、妹にブルターニュ公ジャン4世妃、イングランド王ヘンリー4世妃ジャンヌがいる。
王家の外孫であるためにフランス宮廷に引き取られ、フランス王太子（後のシャルル6世王）と一緒に育てられた。1376年ないし1377年にモルタン伯に叙せられたが、1378年に父がフランス王権と敵対すると、取り上げられた。1401年5月21日、シャルル6世によってモルタン伯に復し、同時に同輩諸侯の身分を授けられた。もっとも、すでに1401年1月6日付の宮廷紋章録「Armorial de la Cour Amoureuse」では、彼は「ナバラ王子ピエール／モルタン伯（„Pierre filz de Roy de Navarre / Conte de Mortaing“）」として紹介されている。
1404年、兄のナバラ王シャルル3世が、エヴルー伯爵領（元はフランス王領に属した）の領有権、ならびにシャンパーニュ地方とブリー地方に対する請求権を放棄し、代わりにヌムール公領と同輩公の身分、そして1万2000リーヴルの年金と2万エキュの補償金を受けることになった。ピエールはこれに乗じて1404年6月25日に兄と約定を結び、フランスにおける兄の代理人となり、兄のフランス国内の所領や資産を管理することになった。ピエールは父の存命中も、父のフランスにおける代理人の役割を務めていた。
1411年8月、アランソン伯ピエール2世の娘カトリーヌと結婚した。しかし翌年、ブールジュ包囲戦の直後、シャルル6世王と行動を共にしていた時に死去する。遺骸はパリのカルトジオ会修道院（現在のリュクサンブール公園近辺にあった）に葬られた。妻との間に子供は無く、カトリーヌは1413年、イザボー王妃の兄バイエルン公ルートヴィヒ7世と再婚した。モルタン伯領は未亡人カトリーヌとバイエルン公に渡った。

## 引用
1. ↑  Bei Schwennicke ist er erst ab 1407 Graf von Mortain
2. ↑  Siehe auch: J. B. de Vaivre: Les armoiries de Pierre de Mortain. In Bull. Mon. Band 131, Paris 1973, S.29–40, sowie: Père Anselme: Histoire généalogique et chronologique de la maison royale de France, des pairs […]. Paris 1736, Band I in-fol. S. 286; bestätigt durch Arch.nat. K 53 n°41 und K 54 n°1.
3. ↑  Arch.nat. J 619 n°16